# Aunt
Aunt是一个英文单词，用来称呼父母的姐妹、嫂子和弟媳。此处的兄弟姐妹亦包含同父异母的、同母异父的及继父母带来的兄弟姐妹。在中文中并没有确切的词与之相对应，Aunt所涵盖的范围在中文中则分化为伯母、叔母、姑母、舅母和姨母。Aunt也可以用于对养育自己的女性长辈的爱称，但日常生活中比較少用Aunt來称呼沒有親屬關係的人。亲姨母、亲姑母属于二度亲属，有25%的基因重合。如果是父母的同父异母或者同母异父的姐妹，则属于三度亲属，有12.5％的遗传重合。但其他的Aunt通常没有基因重合，因为她并非血亲。
父母的Aunt在英文中一律称为grand-aunt（或grand aunt、grandaunt、great-aunt）；在中文中，父亲的×母则为×祖母，母亲的×母则为×外祖母。与Aunt相应的男性称谓为Uncle；中文则分化为伯父、叔父、姑父、舅父和姨父。与Aunt相对的称呼（即对Aunt的自称）为Niece或Nephew；在中文中，与父系Aunt（伯母、叔母、姑母）相对的是侄和侄女，与母系Aunt（舅母、姨母）相对的是甥和甥女。

## 文化差异及影响
中国传统文化中的亲属称谓更为具体，如伯母、叔母、姑母、舅母、姨母，同时要避免提到长辈的名字。但在西方文化中，通常采用统一称呼（如Aunt）加名字，即使对家中长辈也可直呼其名。
在中国传统文化中，对陌生人的称呼是通过把亲属称呼扩大化（拟亲属关系）来实现的。用父系血亲的“伯父”、“叔父”来称呼年长一辈的陌生男性，而用“伯母”和“婶婶”（伯父、叔父的配偶）来称呼年长一辈的陌生女性。近来常见用来自母系的血亲称呼“阿姨”来取代伯母、婶婶，和叔叔一起称呼年长一辈的陌生男女。这种变化，即是受英文“Uncle”和“Aunt”的影响。如馬新地區，音譯為「安娣」，來稱呼輩分或年紀較大的女性。
大多数语言都与英语类似，对所有父辈亲属的称呼，只区分男女。如英语使用Uncle来表示所有男性的父辈亲属，使用Aunt来表示所有女性的父辈亲属。但在某些文化中，还会按照父系和母系加以区分，如中国文化、阿尔巴尼亚文化、斯拉夫文化及波斯文化。
|              | 伯父  | 叔父    | 舅父     | 舅父     | 姑母     | 姑母      | 姨母     | 姨母   |
| 较年长的     | 伯父  | 叔父    | 较年轻的 | 较年长的 | 较年轻的 | 较年长的  | 较年轻的 |        |
| 波兰语       | stryj | stryjek | wuj      | wujek    | stryjna  | stryjenka | ciotka   | ciocia |
| 阿尔巴尼亚语 | xhajë | xhajë   | dajë     | dajë     | hallë    | hallë     | teze     | teze   |
| 波斯语       | amou  | amou    | daiyee   | daiyee   | ammeh    | ammeh     | khaleh   | khaleh |

此外，某些文化也与中国文化类似，也有不同的词汇来区分父辈的血亲与姻亲。例如，波斯语称叔伯为“amou”，而称他们的妻子为“zan-amou”，意即叔伯的妻子。

## 流行文化中的Aunt
由于在许多文化中Aunt这个词都被赋予了年长但又睿智、友善的形象，该词已被很多人用作充满爱意的昵称。众多女性的儿童节目主持人使用“Aunt”作为她们的昵称，比如汉妮·利普斯（“Tante Hannie”，Tante是Aunt的法语和德语）、莉莉·彼得森（Lily Petersen，“Tante Lily”）和特里·范·金德林（“Tante Terry”）。一些女作家也曾经使用它，如劳拉·瓦伦丁（“Aunt Louisa”）、哈丽雅特·纽厄尔·伍兹·贝克（“Aunt Hattie”）、Elma Dalhuijsen-Nui（“Tante Kaat”）和亨丽特·罗兰·霍尔斯特（“Tante Jet”）。新西兰电台主持人黛西阿姨也是一个例子。
一些艺人也会这样使用，例如荷兰歌手海伦娜·波尔德（Helena Polder，利恩阿姨）、美国民谣歌手莫莉·杰克逊阿姨、乡村歌手萨阿姨、夏威夷音乐家热那亚·基韦阿姨、爱丽丝·纳马克鲁亚阿姨和诺娜阿姨（Aunty和Auntie均为Aunt的别称）、摇滚乐队克里斯特阿姨和玛丽阿姨、迪斯科乐队大妈迪斯科事业和爵士乐队鲁比阿姨的爵士甜宝贝。一个特别的色情女演员，朱丽叶·安德森（Juliet Anderson），自称为佩格阿姨，而YouTube达人费利西亚·A·奥戴尔（Felicia A.O'Dell）则自称为菲阿姨。
由于Aunt一词在形象上魅力独特，有些建筑也使用Aunt来命名，例如意大利安全屋安娜阿姨家和荷兰餐厅Koosje阿姨。有些公司也类似，如英国广播公司（Auntie Beeb）、安妮阿姨家、贝茜阿姨家、凯莉阿姨家、格林阿姨酒店、杰迈玛阿姨、朱迪阿姨杂志、内莉阿姨红球甘蓝、斯普赖植物起酥油（詹妮阿姨）、卢特阿姨图书和企鹅俱乐部（北极阿姨）。此外，萨莉阿姨是一种英格兰传统游戏，参与者向一个假的老太太的头投掷棍棒。
睿智或公正的Aunt也出现在众多虚构作品中。

### 漫画中的虚构Aunt
- 艾德阿姨（Aunt Eider，《唐老鸭》）
- 梅婶（《蜘蛛侠》）
- 密涅瓦阿姨（Aunt Minerva，《惊奇队长》）
- 佩图尼雅阿姨（Aunt Petunia，《石头人》）

### 电影中的虚构Aunt
- 愛姆嬸嬸（Auntie Em，《绿野仙踪》）
- 恩蒂提阿姨（Aunty Entity，《疯狂的麦克斯3》）
- 佩图尼雅阿姨（Aunt Petunia，《拜见罗宾逊一家》）
- 十三姨（《黄飞鸿》）

### 文学作品中的虚构Aunt
- 阿加莎阿姨（英语：Aunt Agatha）和戴利娅阿姨（英语：Aunt Dahlia）（佩勒姆·格伦维尔·伍德豪斯的吉福斯小说）
- 亚历山德拉阿姨（英语：Aunt Alexandra）（《杀死一只知更鸟》）
- 愛姆嬸嬸（Auntie Em，《绿野仙踪》）
- 佩妮阿姨（Aunt Petunia，佩妮·德思禮）、玛姬姑姑（Aunt Marge）和穆丽尔姨婆（Auntie Muriel，《哈利·波特》）
- 波莉阿姨（Aunt Polly，《汤姆·索亚历险记》）
- 約瑟芬姑媽（Aunt Josephine）
- 莉蒂阿姨（Aunt Letty，《魔法師的外甥》）
- 薛姨妈（《红楼梦》）

### 音乐中的虚构Aunt
- 你的阿姨格丽泽尔达（英语：Your Auntie Grizelda）（顽童合唱团）

### 电视剧中的虚构Aunt
- 多莉阿姨（Aunt Dolly，《汉娜·蒙塔娜》）
- 琳达阿姨（Aunt Linda，《周六夜现场》，由克里斯汀·韦格扮演）
- 蒙马阿姨（Auntie Momma，《克利夫兰秀》）
- 帕蒂和塞尔玛阿姨（《辛普森一家》）
- 萨尔阿姨（英语：Aunt Sal）（《东区人》）
- 西丝阿姨（Aunt Sis，《愛酷一族》）
- 微斯珀斯阿姨（Auntie Whispers，《花园墙外》）